# ♡桃色片想い♡
「♡桃色片想い♡」（ももいろかたおもい）は、松浦亜弥の5枚目のシングル。2002年2月6日にzetima（現・アップフロントワークス）から発売された。

## 解説
2002年最初のシングルで、自身の中学生時代最後のシングルである。
1950年代のロックンロール調で、次作「Yeah! めっちゃホリディ」と並ぶ代表的な楽曲の一つ。つんく♂曰く、「お姉さん的な女の子」が主人公。間奏で松浦の愛称「あやや」をコーラスで連呼している。
松浦がブレイクしたきっかけの曲であり、タレントのはしのえみや前田健に物真似されることが多かった。また、Berryz工房の嗣永桃子、田村ゆかり扮する神楽坂ゆか、渡辺美優紀など、多くの歌手やアイドルがライブ等で同曲を歌唱している。
ビデオクリップは、桃の缶詰工場で働く女の子の設定である。ぬいぐるみが扮する従業員達（モモゾーとピーコ）と桃缶を製造するが全く売れず、松浦は居眠り、モモゾーとピーコは悪戯で野菜の缶詰を作って遊ぶ。松浦が自らテレビのコマーシャルに出演し宣伝を打つと、注文の電話が殺到、生産ラインはフル回転に…というストーリーになっている。中盤に松浦がシャワールームで洗髪をしているシーンがあるが、撮影の時点ではティセラのCMタイアップは決定しておらず、偶然の一致である。

## タイアップ
- エフティ資生堂「ティセラ」CMソングに起用。CMタイアップは初である。
- テレビ東京系列『アイドルをさがせ!』オープニングテーマ。

## 収録曲
全作詞・作曲：つんく
1. ♡桃色片想い♡ [4:22]
編曲：高橋諭一
2. 遠距離の恋愛 [3:46]
編曲：松尾和博
3. ♡桃色片想い♡ (Instrumental) [4:19]

## 参加ミュージシャン
♡桃色片想い♡
- ギター&プログラミング&コーラス：高橋諭一
- コーラス：松浦亜弥・つんく
- ピーチボイス：AYA・JP's

遠距離の恋愛
- ギター：松尾和博
- プログラミング：松本零士・溝口和彦
- ベース：住吉中
- キーボード：旭純
- パーカッション：飯田ヒロシ
- コーラス：松浦亜弥・生方信堂

## カバー
♡桃色片想い♡
- 櫻井桃華（照井春佳） - アルバム『THE IDOLM@STER CINDERELLA MASTER Cute Jewelries! 003』（2016年6月1日発売）に収録。
- 御伽原江良 - アルバム『IMAGINATION vol.2』（2019年11月27日発売、先行配信10月26日）に収録。
- えりぴよ（ファイルーズあい） - シングル『♡桃色片想い♡』（2020年1月22日発売）に収録。テレビアニメ『推しが武道館いってくれたら死ぬ』エンディングテーマ。
- えりぴよ（ファイルーズあい） & 市井舞菜（立花日菜） - ダウンロードシングル『♡桃色片想い♡ [Special ED ver.]』（2020年3月29日発売）に収録。テレビアニメ『推しが武道館いってくれたら死ぬ』第12話エンディングテーマ。アルバム『Cloverwish/桃色片想い』（2020年3月29日発売）にも収録。
- 藤島慈（月音こな） - 2023年5月20日リリースのゲーム『Link!Like!ラブライブ!』に初期収録。
- 立花日菜 - ダウンロードシングル『♡桃色片想い♡ from CrosSing』（2023年11月15日発売）に収録。カバーソングプロジェクト『CrosSing - Music＆Voice-』の楽曲。

- Girls² & ゴリエ - 2025年[4]